# Diferenciació magmàtica

Diferenciació magmàtica en un típic cas de cristal·lització fraccionada.

La diferenciació magmàtica o segmentació és l'evolució de diferents roques ígnies a partir d'un magma parental comú. Aquest terme també s'usa per a descriure processos que generen heterogeneïtats (diferents fraccions) en un magma i, un cop el magma es refreda, aquestes fraccions es conserven. El terme diferenciació magmàtica s'usa de manera convenient per a explicar l'origen de les seqüències de roques volcàniques amb diferències sistemàtiques en la composició però que s'han emès des d'un mateix volcà, així com moltes variacions sistemàtiques que es poden donar en intrusions en capes. El terme diferenciació magmàtica també pot ser descrit com el procés pel qual, a partir d'un magma inicialment homogeni s'escindeixen magmes de composició químicament i mineralògica diferents, cadascun dels quals pot evolucionar amb independència.
En molts casos aquesta diferenciació és causada per la cristal·lització fraccionada del magma, amb una concentració independent de les fraccions cristal·litzades del magma que roman encara fluid; també hi poden intervenir l'assimilació i els desplaçaments de la matèria. Alguns exemples de diferenciació magmàtica, com ara la intrusió de Skaergaard (est de Groenlàndia), mostren un canvi gradual en la composició dels minerals segons les temperatures de cristal·lització.